# ポール・フランクリン
ポール・J・フランクリン（Paul J. Franklin, 1966年 - ）は、イングランド出身の視覚効果スーパーバイザーである。『インセプション』（2010年）、『インターステラー』（2014年）によりアカデミー視覚効果賞及び英国アカデミー賞特殊視覚効果賞を受賞した。この他に『ダークナイト』（2008年）でもアカデミー賞にノミネートされた。また『バットマン ビギンズ』（2005年）、『ダークナイト』（2008年）、『ダークナイト ライジング』（2012年）でも英国アカデミー賞にノミネートされた。

## 生い立ちと経歴
イングランドのチェシャーで生まれる。高校卒業後、1年間チェシャーの美術デザイン学校に通い、その後はオックスフォード大学に移ってファインアートを学んだ。1989年に卒業した。彼はビデオテープの編集者として働いた後、1990年代初頭にサイグノシス（現在のSCEスタジオ・リバプール）でコンピュータグラフィックとアニメーションのキャリアを始めた。1998年に視覚効果会社のダブル・ネガティブに参加し、同社初の映画『ピッチブラック』（2000年）で3D効果の指揮を取った。
フランクリンは4、5年のあいだボーンマス大学で外部試験官を務め、またメディアスクールで開業医の講義を訪れた。2012年にフランクリンはボーンマスで名誉学位を獲得した。

## 主なフィルモグラフィ
- Revelation (2001)
- リーグ・オブ・レジェンド/時空を超えた戦い The League of Extraordinary Gentlemen (2003)
- バットマン ビギンズ Batman Begins (2005)
- ハリー・ポッターと不死鳥の騎士団 Harry Potter and the Order of the Phoenix (2007)
- ダークナイト The Dark Knight (2008)
- ハリー・ポッターと謎のプリンス Harry Potter and the Half-Blood Prince (2009)
- インセプション Inception (2010)
- ダークナイト ライジング The Dark Knight Rises (2012)
- インターステラー Interstellar (2014)